# コミュニティ・ユニオン全国ネットワーク
コミュニティ・ユニオン全国ネットワーク（コミュニティ・ユニオンぜんこくネットワーク、略称：ユニオン全国ネット（ユニオンぜんこくネット）、英語：Community Union National Network）は、コミュニティユニオンの全国ネットワーク組織である。2009年12月現在、全国74組合（約1万5千人）が加盟している。
ナショナルセンターに所属する労働組合だけではなく、独立系の労働組合も参加している。
上部組織の存在しないネットワーク団体であるが、日本労働組合総連合会（連合）加盟単産である全国ユニオン発足にあたっては、その支援を行っている。
主に首都圏で活動する全国ネットワークの加盟組織は「コミュニティ・ユニオン首都圏ネットワーク（首都圏ネット）」を組織して、合同で街頭行動などを実施している。

## 事務局
- 住所：東京都江東区亀戸7丁目8番9号松甚ビル2階下町ユニオン内
- ホームページ：東京東部地域ユニオン協議会（下町ユニオン） - ウェイバックマシン（2007年10月12日アーカイブ分）

## 加盟組合
- 札幌地域労働組合（北海道）
- 帯広市嘱託職員労働組合（北海道）
- ユニオンとかち（北海道）
- 札幌パートユニオン（北海道）
- 北海道ウィメンズ・ユニオン（北海道）
- 北海道レジャーサービストータルユニオン（北海道）
- 稚内パートユニオン （北海道）
- 秋田コミュニティ・ユニオン（秋田）
- おおだてユニオン（秋田）
- 大曲仙北ユニオン（秋田）
- かづのユニオン（秋田）
- 本荘コミュニティ・ユニオン（秋田）
- 横手コミュニティ・ユニオン（秋田）
- パートユニオン盛岡（岩手）
- おきたまユニオン（山形）
- 女のユニオンにいがた（新潟）
- 宇都宮市民ユニオン（栃木）
- わたらせユニオン（栃木）
- なのはなユニオン（千葉）
- ユニオン市原（千葉）
- 東京ユニオン（東京）
- 東京管理職ユニオン（東京）
- 江戸川ユニオン（東京）
- すみだユニオン（東京）
- ふれあい江東ユニオン（東京）
- 連合北部パートユニオン（東京）
- 連合南部ワーカーズユニオン（東京）
- フリーター全般労働組合（東京）
- 千代田ユニオン（東京）
- 八王子ユニオン（東京）
- よこはまシティユニオン（神奈川）
- 女のユニオン・かながわ （神奈川）
- 神奈川県央コミュニティ・ユニオン（神奈川）
- 神奈川シティユニオン（神奈川）
- 湘南ユニオン（神奈川）
- アスベストユニオン（神奈川）
- 富山県地域合同労働組合（富山）
- まつもとユニオン（長野）
- 山梨ユニオン（山梨）
- 静岡ふれあいユニオン（静岡）
- 名古屋ふれあいユニオン - ウェイバックマシン（2004年6月12日アーカイブ分）（愛知）
- 管理職ユニオン・東海（愛知）
- ユニオンみえ - ウェイバックマシン（2004年9月20日アーカイブ分）（三重）
- きょうとユニオン（京都）
- UNIONひごろ（大阪）
- ユニオンとうなん（大阪）
- 北大阪ユニオン（大阪）
- せんしゅうユニオン（大阪）
- 管理職ユニオン・関西（大阪）
- おんな労働組合・関西（大阪）
- ユニオンおおさか（大阪）
- なかまユニオン（大阪）
- 北摂地域ユニオン（大阪）
- サポートユニオンwithYOU（大阪）
- 天六ユニオン（大阪）
- 在日高麗労働者連盟（大阪）
- 武庫川ユニオン（兵庫）
- 神戸ワーカーズユニオン（兵庫）
- ユニオンあしや（兵庫）
- あかし地域ユニオン（兵庫）
- はりまユニオン（兵庫）
- 姫路ユニオン（兵庫）
- 奈良ふれあいユニオン（奈良）
- 紀ノ川ユニオン（和歌山）
- 地域ユニオン・とっとり（鳥取）
- 女性・地域ユニオンおかやま（岡山）
- スクラムユニオンひろしま（広島）
- 広島連帯ユニオン（広島）
- 香川ふれあいユニオン（香川）
- えひめユニオン（愛媛）
- 連合福岡ユニオン（福岡）
- 大分ふれあいユニオン（大分）
- 連合宮崎中央ふれあいユニオン（宮崎）
- 連合熊本ユニオン（熊本）
- 連合かごしまユニオン（鹿児島）